# 阿布力孜·尼牙孜
阿布力孜·尼牙孜（1958年10月—）维吾尔族，新疆哈密人，新疆生产建设兵团党委常委、副政委。

## 生平
1978年3月，成为新疆奎屯农学院预科部学生。1979年5月，成为石河子农学院农学系农学专业学生。1981年11月加入中国共产党。1983年2月，留校任石河子农学院农学系育种组教师。1984年9月，任石河子农学院农学系党总支委员、团总支书记。1985年4月，任石河子农学院团委副书记。其间，1985年9月到1986年2月在陕西师范大学高校干部进修班学习。
1990年12月，任新疆生产建设兵团民族师范学校党委委员、副校长。1993年9月，任该校校长、党委副书记。1997年6月，任兵团党委办公厅、兵团办公厅副主任。其间，1996年9月到1997年7月在中共中央党校培训部新疆班学习；1996年9月到1999年7月在中共中央党校研究生院在职研究生班法学专业学习。
2001年1月，任新疆生产建设兵团党委、新疆生产建设兵团副秘书长（正师级）。其间，2003年9月到2004年1月在中共中央党校进修二班学习；2006年3月到2007年1月在中共中央党校培训部一年制中青年干部培训班学习。
2012年2月，任新疆生产建设兵团党委常委，兵团党委、兵团副秘书长。2012年4月，任新疆生产建设兵团党委常委、副政委。